# Carlos de Cerqueira Pinto
Carlos de Cerqueira Pinto (Bahia,  — , ) foi um político brasileiro.
Bacharel em direito pela Faculdade de Direito do Recife, em 1860.
Foi presidente das províncias do Espírito Santo, nomeado vice-presidente por carta imperial de 6 de outubro de 1866, assumindo a presidência de 8 de abril a 11 de outubro de 1867, e de Santa Catarina, nomeado vice-presidente por carta imperial de 1 de agosto de 1868, tendo sido presidente interino de 26 de agosto de 1868 a 11 de janeiro de 1869.